# Aleksandras Gudaitis-Guzevičius
Aleksandras Gudaitis-Guzevičius (ur. 12 maja?/25 maja 1908 w Moskwie, zm. 18 kwietnia 1969 w Wilnie) – litewski pisarz i działacz komunistyczny, ludowy komisarz spraw wewnętrznych Litewskiej SRR (1940–1941), ludowy komisarz bezpieczeństwa państwowego Litewskiej SRR (1944–1945), generał major.

## Życiorys
1922–1928 uczeń gimnazjum, 1924–1931 członek Komsomołu Litwy, od stycznia 1927 w Komunistycznej Partii Litwy, 1929–1931 członek WKP(b). Od listopada 1928 w podziemiu rewolucyjnym, członek redakcji gazety KC KPL „Balsas” („Głos”), działał w Tylży (obecnie Sowieck), Królewcu i Gdańsku, pisał w podziemnych gazetach na tematy rewolucyjne. W czerwcu 1919 wrócił do Moskwy, gdzie działał w litewskiej sekcji Komitetu Wykonawczego Międzynarodówki Komunistycznej, przedstawiciel Komsomołu Litwy w Komunistycznej Międzynarodówce Młodzieży, od października 1931 ponownie w nielegalnej działalności na Litwie, wybrany sekretarzem KC KPL i Komsomołu w Kownie. W styczniu 1932 aresztowany, więziony w Kownie, później w Szawlach, w lutym 1938 zwolniony z powodu choroby, przeniósł się do Wiłkomierza. Od listopada 1938 członek redakcji gazety literackiej „Laikas” („Czas”), jednocześnie 1938–1939 wolny słuchacz uniwersytetów wileńskiego i kowieńskiego. W listopadzie 1939 ponownie aresztowany, po agresji ZSRR na Litwę w czerwcu 1940 został wiceministrem spraw wewnętrznych Litwy i naczelnikiem powiatu i miasta Wilno. Od 11 września 1940 do 31 lipca 1941 ludowy komisarz spraw wewnętrznych Litewskiej SRR, od 2 stycznia 1941 starszy major bezpieczeństwa państwowego (NKWD), od lipca do września 1941 pracownik Obozu Specjalnego NKWD, od września 1941 do stycznia 1941 w rezerwie Wydziału II NKWD ZSRR, od 18 stycznia do 1 lipca 1942 szef Oddziału 5 Wydziału II Zarządu IV NKWD ZSRR, od 1 lipca 1942 do 14 maja 1943 szef Oddziału 3 Wydziału I Zarządu IV NKWD ZSRR, 14 lutego 1943 mianowany komisarzem bezpieczeństwa państwowego. Od 14 maja do 30 listopada 1943 szef Oddziału 3 Wydziału II Zarządu IV NKGB ZSRR, później dowódca Grupy Operacyjnej NKGB na Litwie, od 12 lipca 1944 do 4 sierpnia 1945 ludowy komisarz bezpieczeństwa państwowego Litewskiej SRR, 9 lipca 1945 awansowany na generała majora. Latem 1945 został ciężko ranny w zamachu i odesłany na leczenie, a we wrześniu 1945 przeniesiony do rezerwy ze względu na stan zdrowia. Poświęcił się działalności literackiej; autor romansów historycznych „Prawda kowala Ignotasa” (t. 1-2, 1948–1949), „Bracia” (t. 1-4, 1951–1955) i „Rozmowa” (t. 1-2, 194–1965). Od czerwca 1945 do maja 1953 dyrektor wydawnictwa literackiego, od czerwca 1953 do lipca 1955 minister kultury litewskiej SRR, od sierpnia 1950 do maja 1953 i od czerwca 1955 członek Zarządu Związku Pisarzy ZSRR. 1948 eksternistycznie ukończył gimnazjum w Wilnie, a 1956 zaocznie ukończył 3 kursy Instytutu Literackiego w Moskwie. Ludowy pisarz Litewskiej SRR (1968). Deputowany do Rady Najwyższej ZSRR 1, 2 i 4 kadencji.

## Odznaczenia i nagrody
- Order Lenina (dwukrotnie)
- Order Czerwonego Sztandaru (31 maja 1945)
- Order Czerwonego Sztandaru Pracy
- Order Czerwonej Gwiazdy (20 września 1943)
- Nagroda Stalinowska (1951)
- Odznaka „Zasłużony Funkcjonariusz NKWD” (19 grudnia 1942)

I 3 medale.